# Abacetus anthracinus
Abacetus anthracinus es una especie de escarabajo terrestre de la subfamilia Pterostichinae.  Fue descrito por Tschitscherine en 1900. 